# Zalaszentmihály
Zalaszentmihály ist eine ungarische Gemeinde im Kreis Zalaegerszeg im Komitat Zala.

## Geografische Lage
Zalaszentmihály liegt fünfzehn Kilometer südwestlich des Zentrums der Kreisstadt Zalaegerszeg. Westlich des Ortes liegt der See Zalaszentmihályi-tó. Nachbargemeinden sind Pölöske, Zalaigrice, Pacsa und Pötréte.

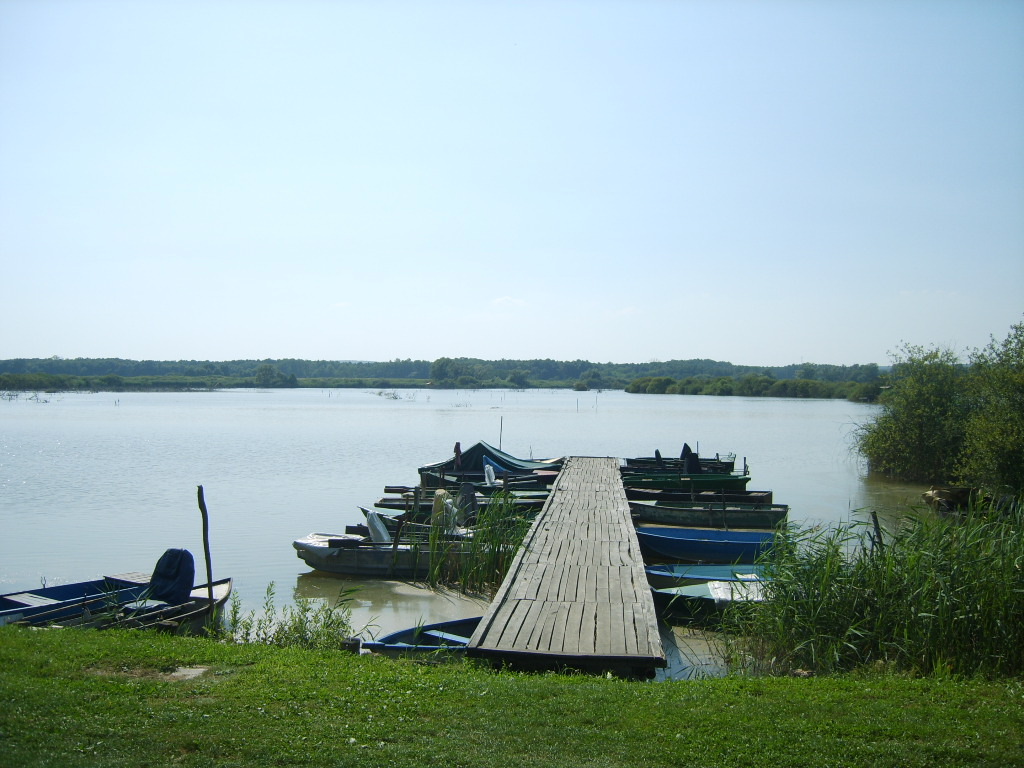
Blick auf den See

## Geschichte
Im Jahr 1907 gab es in der damaligen Kleingemeinde 160 Häuser und 1231 Einwohner auf einer Fläche von 3584 Katastraljochen. Sie gehörte zu dieser Zeit zum Bezirk Pacsa im Komitat Zala.

## Sehenswürdigkeiten
- Römisch-katholische Kirche Szent Mihály, ursprünglich im 14. oder 15. Jahrhundert erbaut, um 1760 im barocken Stil umgebaut und erweitert
- Römisch-katholische Kapelle Szent Orbán, nordöstlich außerhalb des Ortes gelegen
- Szentháromság-Säule, erschaffen 1868
- Szent-Mihály-Reliefdenkmal, erschaffen von János Németh

## Verkehr
Durch Zalaszentmihály verläuft die Hauptstraße Nr. 75. Vom Bahnhof Zalaszentmihály-Pacsa bestehen Zugverbindungen nach Nagykanizsa und Szombathely. Weiterhin gibt es Busverbindungen nach Pacsa, Bak und Zalaegerszeg.